# ソフィー・ア・ポンメルン
ソフィー・ア・ポンメルン（デンマーク語：Sophie af Pommern, 1498年 - 1568年5月13日）は、デンマーク王フレゼリク1世の2度目の王妃。ポーランド語名ゾフィア・ポモルスカ（Zofia Pomorska）。

## 生涯
ポメラニア公ボギスラフ10世とアンナ・ヤギェロンカ（ポーランド王カジミェシュ4世の娘）の長女として、シュチェチンで生まれた。最初の妃アンナと死別したフレゼリクと1518年10月9日に結婚、6子をもうけた。
- ハンス（1521年 - 1580年） - ホルシュタイン公
- エリサベト（1524年 - 1586年） - 1543年にメクレンブルク＝シュヴェリーン公マグヌスと結婚。1556年にメクレンブルク＝ギュストロー公ウルリヒ3世と再婚。
- アドルフ（1526年 - 1586年） - ホルシュタイン＝ゴットルプ公、ホルシュタイン＝ゴットルプ家の祖
- アンナ（1527年 - 1535年）
- ドロテア（1528年 - 1575年） - 1573年にメクレンブルク＝シュヴェリーン公クリストフと結婚
- フレゼリク（1532年 - 1556年） - ヒルデスハイム司教及びシュレースヴィヒ司教

ソフィーは、シュレースヴィヒで1568年に没した。